# Вестник Западной России

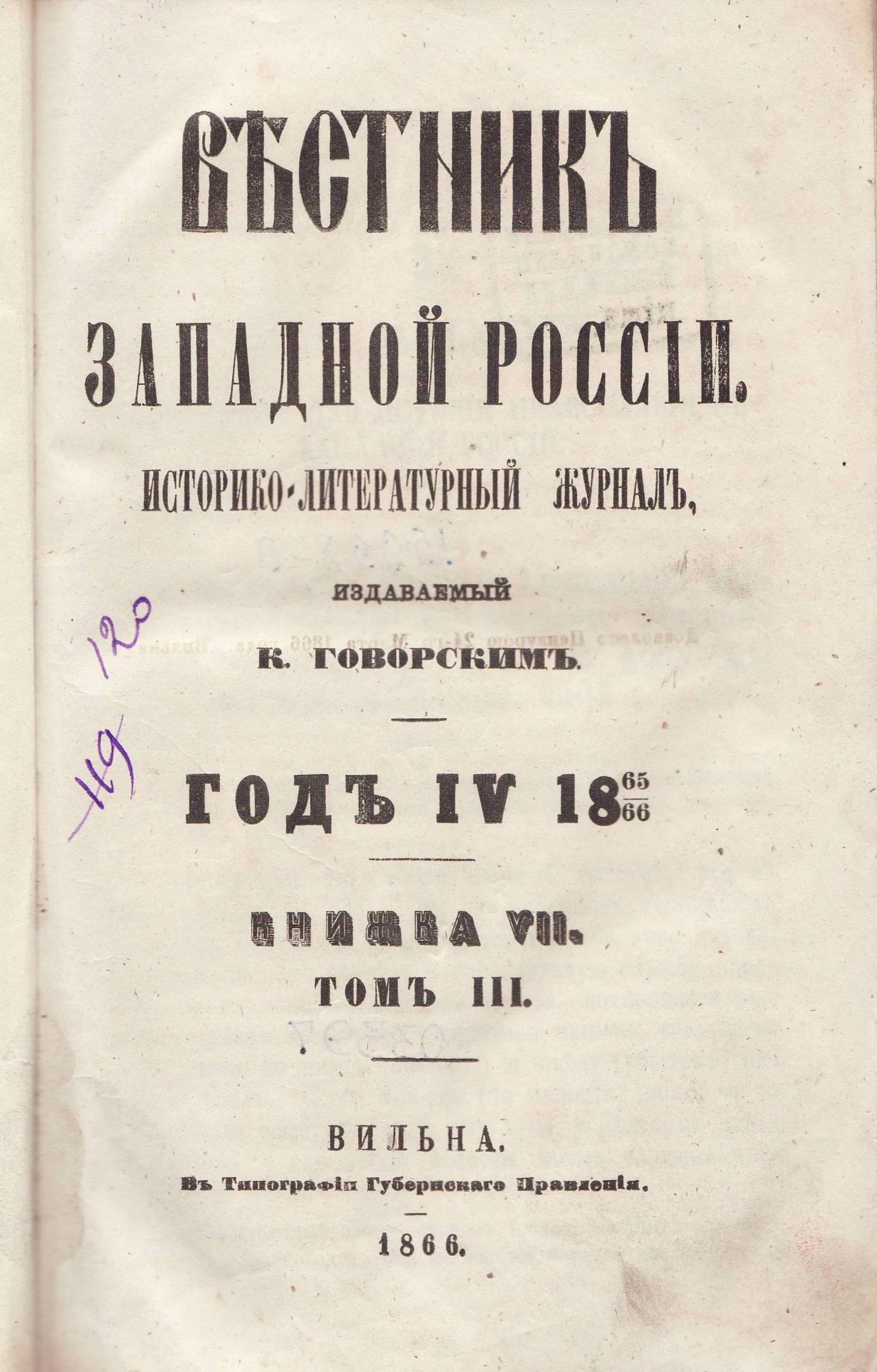
Титульная страница журнала (1866)

«Ве́стник За́падной Росси́и» («Вѣстникъ Западной Россіи») — российский ежемесячный историко-литературный журнал «западнорусского» направления, издававшийся с 1864 по 1871 годы в Вильно; до этого имел название «Вестник Юго-Западной и Западной России» и издавался в Киеве (1862—1864).

## История
Журнал был основан в 1862 году историком и журналистом Ксенофонтом Говорским и первоначально назывался «Вестник Юго-Западной и Западной России». Первый номер журнала вышел в Киеве 1 июля 1862 года.
В августе 1864 года журнал был переименован в «Вестник Западной России», и издание его было перенесено в Вильну.
С 1870 года К. Говорский отошёл от руководства журналом ввиду тяжёлой душевной болезни, и главным редактором стал Иван Эремич. После смерти Говорского в 1871 году журнал прекратил свою историю.

## Содержание

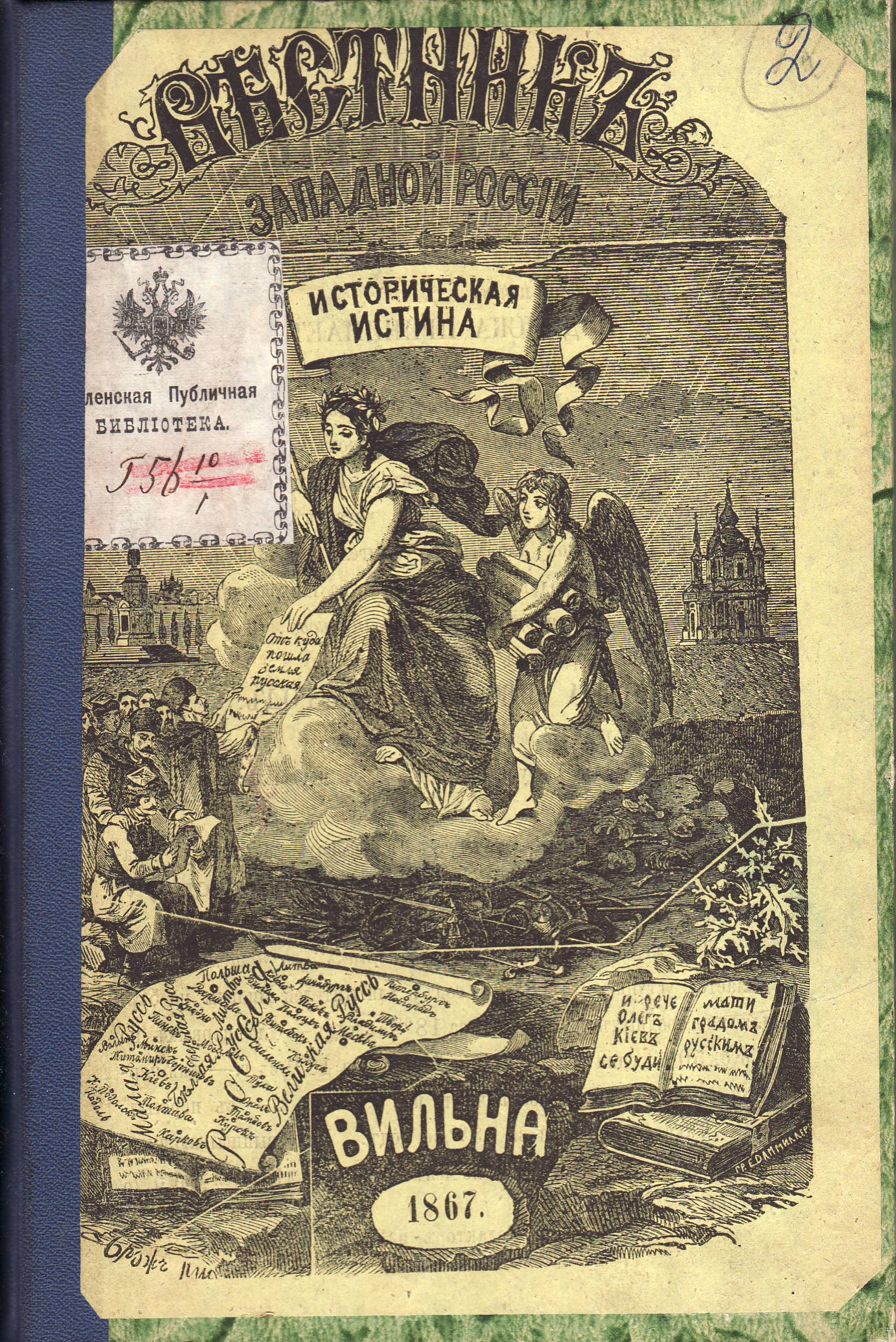
Обложка журнала (1867)

В журнале публиковались различные исследования, посвящённые истории западнорусских земель, исторические документы, архивные материалы. Кроме того, печатались художественные произведения, публицистические и полемические статьи.
Журнал поддерживал государственную политику, проводимую в регионе, выступал органом консервативной мысли. Вокруг журнала образовался круг авторов, которые отстаивали идею единства русского народа в трёх его ветвях — белорусской, великорусской и малорусской, боролись с полонизацией и католическим прозелитизмом (эта идеология впоследствии получила название «западноруссизм»). Украинофильство также рассматривалось редакцией журнала как инструмент польского воздействия на малорусское население В 1862 году журнал писал.:

…Старинным благожелателям России хотелось бы во что бы то ни стало ослабить её могущество, поразить и втянуть в свои сети южную и юго-западную Русь и вот снова искусно пускается в ход мысль между нами малороссиянами, проникнутая, по-видимому, самым бескорыстным ей желанием добра: к чему единство с Россиею? Как будто вы не можете употреблять только свой малороссийский язык и образовать самостоятельное государство? Самая коварная злоба в этих змеиных нашептываниях так очевидна, что при малейшей доле проницательности можно бы понять её, потому что к чему же иному они вели бы, как не к взаимному поражению сил самой же России, а затем, к окончательному ослаблению и поражению и южной Руси, как вполне бессильной без связи с целою русскою землею? И однако же некоторые пустые головы сами не зная того, кем они втянуты в сети, готовы вторить об отдельности южной Руси, издеваться над образованнейшим из всех славянских языков — языком русским, восставать против церкви и духовенства, то есть сами же готовы подкапывать под собою те крепкие основы, на которых стоят, и без которых они неминуемо должны рухнуть к неописанному удовольствию своих же гг. благожелателей и сделаться их же жертвою. И так не книги, не книги малороссийские, а эти слепые усилия навязать нам вражду к великорусскому племени, к церкви, к духовенству, к правительству, то есть, к тем элементам, без которых наш народ не избег бы снова латино-польского ига, заставляет нас же, малороссов, негодовать на некоторых любителей малорусского языка, сознательно или даже и бессознательно превращающихся в сильное орудие давних врагов южной Руси.
С журналом сотрудничал широкий круг авторов, среди которых Пантелеймон Кулиш, Павел Кукольник, Михаил Юзефович и другие.